# 캐럴라인 레빗

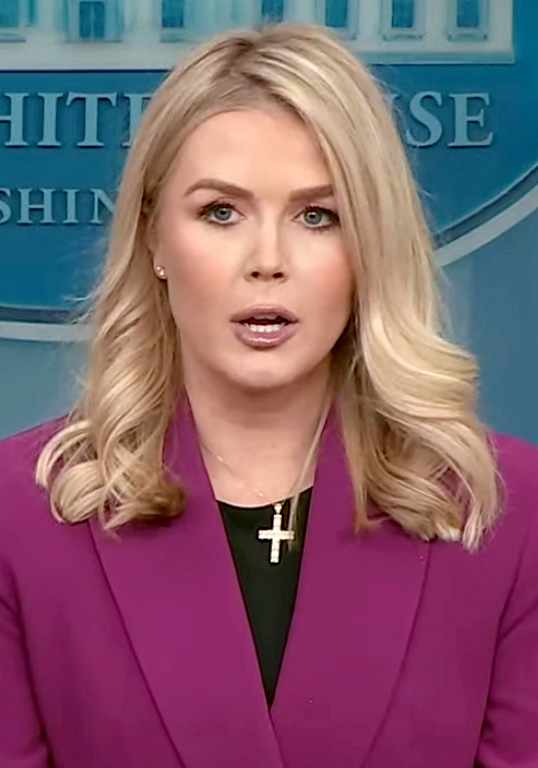

캐럴라인 레빗(Karoline Leavitt, 본명: 캐럴라인 클레어 레빗, Karoline Claire Leavitt, 1997년 8월 24일 ~ )은 미국의 정치 보좌관이자 정부 관리로, 2025년 1월부터 도널드 트럼프 대통령의 백악관 대변인으로 일해 왔다. 역사상 36번째이자 역대 최연소 백악관 대변인이다.
레빗은 도널드 트럼프의 1기 행정부에서 대통령 기자이자 대변인 보좌관이었다. 2022년 뉴햄프셔 1구에서 미국 하원의원 선거에 출마하여 공화당 후보로 지명되었지만, 총선에서 민주당 현직인 크리스 파파스에게 패배했다. 그녀는 트럼프 지지 슈퍼 PAC인 MAGA Inc.의 대변인이었고, 도널드 트럼프의 2024년 대선 캠페인을 위한 국가 대변인을 역임했다.

## 역대 선거 결과
| 선거명      | 직책명                        | 대수  | 정당   | 득표율 | 득표수    | 결과 | 당락 |
| ----------- | ----------------------------- | ----- | ------ | ------ | --------- | ---- | ---- |
| 2022년 선거 | 하원의원 (뉴햄프셔 제1선거구) | 118대 | 공화당 | 45.89% | 142,229표 | 2위  | 낙선 |